# Trop crédules
Trop crédules est un film muet français comique réalisé par Jean Durand et sorti en 1908.

## Distribution
- Joaquim Renez
- Maurice Chevalier
- René Gréhan

## Autour du film
- Il s'agit de la première apparition à l'écran de Maurice Chevalier.